# Głuchowo-Windak
Głuchowo-Windak est un village de Pologne situé en Couïavie-Poméranie, dans le Powiat de Toruń et dans le gmina (commune) de Chełmża.